# Yolo (Dia)
Yolo è il secondo album in studio del girl group sudcoreano Dia, pubblicato il 19 aprile 2017 da MBK Entertainment.
Questo album segna il primo rilascio dall'aggiunta dei due nuovi membri, Jueun e Somyi, ed il primo rilascio come un gruppo formato da nove componenti.

## Tracce
1. Will You Go Out With Me? (나랑 사귈래) – 3:11
2. Boyfriend (남.사.친) – 2:47
3. April (사월, feat. Din Din) – 3:59
4. Mannequin (마네킹) – 3:37
5. You Are My Flower (꽃, 달, 술, feat. Kim Yeon-ja e Hong Jin-young) – 4:21
6. Light (빛) – 3:48
7. There Is No Time (Huihyeon feat. Kim Chung-ha) – 3:34
8. Listen To This Song (이 노래 들어볼래) – 3:58
9. Not Only You But Spring (너만 모르나 봄) – 3:45
10. Independence Movement Day (乾坤坎離) – 5:02
11. Will You Go Out With Me? (2016) – 3:12
12. You Are My Flower (DIA only version) – 4:21
13. Will You Go Out With Me? (Ballad version) – 4:56
14. Will You Go Out With Me? (Instrumental) – 3:11

## Classifiche
| Classifica (2017) | Posizione massima |
| ----------------- | ----------------- |
| Corea del Sud     | 3                 |